# Instrucción de música sobre la guitarra española

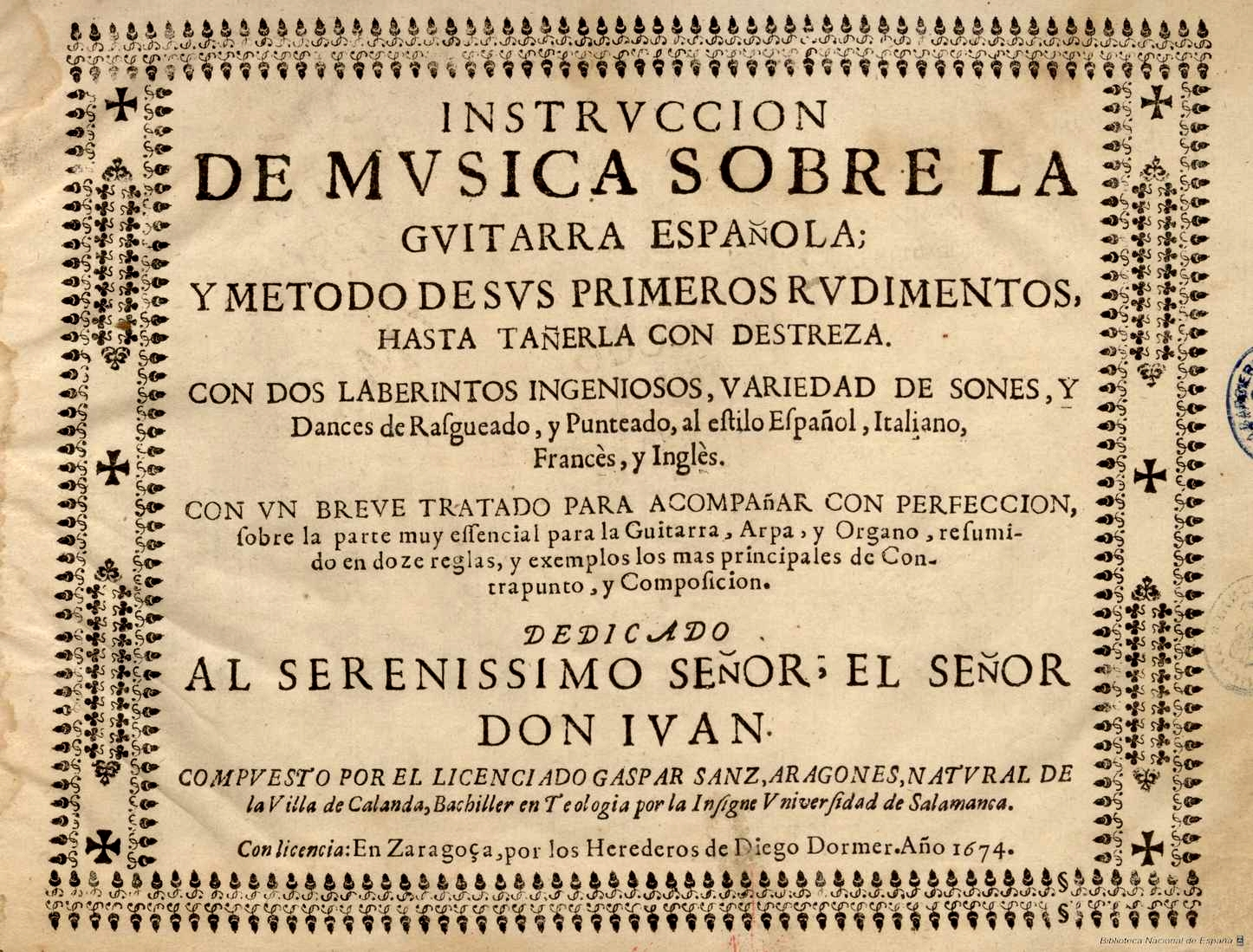
Gaspar Sanz, Instrucción de música sobre la guitarra española y método de sus primeros rudimentos, hasta tañerla con destreza, Zaragoza, hros. de Diego Dormer, 1674.

La Instrucción de música sobre la guitarra española, obra del guitarrista y compositor español Gaspar Sanz, que está considerada la más importante dedicada a la guitarra barroca.
Aparecida por primera vez en 1674, la Instrucción de música sobre la guitarra española y método de sus primeros rudimentos hasta tañer con destreza, sería ampliada más tarde dos veces. En total hubo siete ediciones, todas en los talleres de impresión de los Herederos de Diego Dormer. Las cinco primeras ediciones fueron dedicadas a don Juan José de Austria.

## La obra

### Título
El título original de la obra era Instrucción de Música sobre la guitarra española y método de sus primeros rudimentos, hasta tañerla con destreza, con dos laberintos ingeniosos, variedad de sones y dances de rasgueado y punteado, al estilo español, italiano, francès, y inglès, con un breve tratado para acompañar con perfección sobre la parte muy esencial para la guitarra, arpa y organo, resumido en doze reglas y exemplos los más principales de contrapunto y composición, dedicado al Serenissimo Señor, el Señor Ivan, compuesto por el Lecenciado Gaspar Sanz, aragones, natural de la Villa de Calanda, Bachiller en Teologia por la Insigne Vniversidad de Salamanca.